# 巴特尔 (1967年)
巴特尔（1967年2月—），男，蒙古族，新疆和静人，中华人民共和国政治人物。北京大学区域经济学专业研究生班，获得经济学硕士学位。曾任海南省国土资源厅厅长、海南省应急管理厅厅长、海南省交通运输厅厅长。现任中共海南省委常委、省人民政府副省长、秘书长、办公厅主任。